# Jag ger vika
Jag ger vika är Stina Aronsons  tredje roman, utgiven 1923 på Bonniers förlag. Boken har aldrig återutgivits och finns således endast i originalupplaga.